# 1083 (عدد)
1083 هو عدد صحيح، يلي العدد 1082 وويسبق العدد 1084.

## في الرياضيات

### خصائص
- عدد طبيعي.[3]
- عدد فردي.[4][5]
- عدد موجب،[6] السالب منه هو -1083.[7]

## في التاريخ
- 1083 هـ هي سنة في التقويم الهجري.
- هي سنة 1083 م في التقويم الميلادي.

## وصلات خارجية
الأعداد الصاتمة، ديوان اللغة العربية.